# Champ surélevé
Le « champ surélevé » est une forme ancienne de culture en plates-formes ou buttes surélevées dans des zones humides inondables. Cette technique agricole fut durant plusieurs siècles très utilisée par certaines populations amérindiennes vivant en zone tropicale pluvieuse dont sur la frange littorale de l'Amazonie, encore utilisée par d'autres peuples dans d'autres régions du monde (à ne pas confondre avec la culture sur simples buttes sèches). Le sol et les cultures étaient ainsi mises hors d’eau sans que les plantes ne souffrent de stress hydrique en saison sèche . En Amazonie, cette pratique serait apparue vers 300 après J.C, mais la plupart des champs surélevés dont les traces sont encore visibles dans le paysages dateraient de l'époque Arauquinoïde (600-1500 apr. J.-C.).  
L’étude de ces artéfacts agropaysagers est en cours (lancée en France par Stéphen Rostain (créateur en 1988 au Centre ORSTOM de Cayenne d’un laboratoire d’archéologie), permettant de commencer à mieux comprendre dans quelle mesure, comment et pourquoi des remaniements anciens ont profondément et durablement changé la structure et le fonctionnement d’écosystèmes, écosystèmes qu’on a longtemps considérés en Amazonie comme étant très peu influencés par l’Homme et pourquoi en Amazonie, les populations qui pratiquaient cette culture ont disparu. À partir des années 1990, il est devient de plus en plus évident que les Amérindiens de Guyane et du Surinam notamment n’étaient pas tous des nomades chasseurs cueilleurs ou cultivant des abattis (sur brûlis) dans la jungle ; Les champs surélevés sont a priori typiques d’une agriculture sédentarisée et certains de ces champs semblent avoir été cultivés durant des siècles voire plus.
C’est un patrimoine bioculturel qui est notamment d’intérêt historique/archéologique et peut-être agronomique, et climatique car ces sols, comme la Terra preta sont beaucoup plus riches en matière organique que les terres environnantes ; dans le contexte du dérèglement climatique et d’une perte générale de la matière organique des sols induite par l’agriculture industrielle, ils pourraient peut-être inspirer des techniques d’agriculture plus durable (agroécologie) et adaptées aux contextes tropicaux pluvieux. 
En France d’outre-mer, les complexes de champs surélevés précolombiens situés dans les savanes côtières guyanaise comptent encore parmi les exemples anciens les mieux conservés au monde, mais ils se dégradent rapidement alertant depuis plusieurs décennies les chercheurs qui les étudient.

## Terminologie
- En français : Le « champ surélevé » est parfois qualifié de « bas-fonds à buttes », ou de culture sur « rang butté » [3] ou « monticules de terre artificiels », ou encore cultures sur ados[4] ;

- En espagnol, Camelones est utilisé ; pouvant signifier : « la terre entre deux sillons », « la terre levée pour butter les légumes » ou encore « en irrigation, [la terre] que l’on place pour contenir les eaux ou les orienter »[5] ;

- En anglais, les expressions « raised field », « ridged field » (ondulé), « drained field" ou encore « ridge and furrow » sont utilisées[5] ;

- Chez les Amérindiens, « waru-waru » est utilisé au Pérou (« Waru » ou « Huaru" est un suffixe qui en aymara signifie « haut et profond », ou un préfixe qui peut signifier « nombreux »)[5] ; 
En langue quechua, le mot désigne une construction sommaire permettant de franchir un cours d’eau, ou un terrain pierreux ou un tas de pierre. 
 « Pijal » était autrefois utilisé semble-t-il[6],[5]).

## Principes
On ignore les détails de leurs modalités de constructions, et on ne sait pas encore pourquoi ce type de culture a été abandonné dans certaines régions (Pérou, Guyane, Surinam…) mais on sait que sur ces buttes biogéniques, les vers de terre et de nombreux petits organismes du sol (fourmis.) survivent plus facilement aux périodes d’inondation ; le sol y devient alors plus productif.  
Il ne s’agit pas de vastes champs plats draînés par des canaux équipés de système de drainage et de vidange comme dans les systèmes de wateringues et polders développés en Europe de l’Ouest depuis le Moyen-Âge et encore actifs, principalement des Pays-Bas à la France. Il s’agit parfois d’une constellation de milliers de microparcelles surélevées (aujourd’hui recouvertes par une savane, des rizières ou champs et peut-être parfois par la jungle  Ces buttes de cultures étaient rondes, carrées ou rectangulaires, parfois alignées  symétriquement ou en vastes damiers ou dans certaines régions formaient un réseau régulier apparemment moins organisé ou encore des chapelets de buttes épousant les bordures des zones plus humides, suivant donc les premières courbes de niveau.
Le fait de modeler (durablement) le paysage en y créant un grand nombre de creux et de bosses (chacune des bosses présentant diverses expositions au vent et au soleil) augmente considérablement la surface disponible, et le nombre de niches écologiques pour divers types d’organismes (plantes, champignons, invertébrés notamment). Si une maladie touche une plante sur une butte, elle aura plus de mal à passer de butte en butte que dans un champ unique. Chaque butte a une partie supérieure plus sèche et une partie inférieure plus humide. De digues, des réservoirs, des chemins surélevés et des buttes d’habitation accompagnaient ce réseau de mini-champs surélevés.
On suppose que les berges des îlots devaient être régulièrement confortées, et qu’il fallait aussi curer les canaux sans doute en valorisant le matériau curé sur la butte. Depuis leur abandon, ces terrains tendent à s’aplanir, surtout dans les contextes de mise à feu des savanes, de terrassements pour des constructions, etc..
On ignore encore presque tout de la manière dont ces territoires agricoles étaient construits, entretenus, partagés et gérés, mais leur étendue et type de culture plaident pour une société plutôt stable et à structure sociale bien organisée. 
De même on ignore quel était le degré de fertilité et de productivité de ces techniques lorsqu’elles étaient pratiquées par les Amérindiens précolombiens de l’actuelle Guyane ; cette dernière question est encore très discutée ; Baveye 2013), mais l’étude de ces systèmes permettant de cultiver des zones très inondables, tout en respectant la biodiversité et la qualité de l’eau intéresse, d’autant que ces structures évoquent, pour partie, le maraichage en hortillonnage et les cultures sur butte ou surélevées aujourd’hui expérimentées et promues par la permaculture. (au début du XVIIIe siècle, au Venezuela, Le R.P Gumilla, cité par Alberta Zucchi, a observé des Amérindiens cultivant des buttes dans les marais des llanos vénézuéliens, et il écrivait : « Les barbares qui vivaient et qui vivent toujours dans les savanes herbeuses (campos limpios), n'ayant pas l'embarras des arbres et des forêts, obtiennent leurs fruits, bien qu'en moindre quantité, avec moins de travail, car avec les pelles de massues dont je parlais ils lèvent la terre (dans les endroits humides) d'un côté et de l'autre du sillon, recouvrant la paille et le foin avec la terre extraite d'un côté et de l'autre, et après ils sèment leur maïs, le manioc et d'autres racines, et dans toutes les parties une grande quantité de piment... » ).

## Exemples
Plusieurs exemples de telles pratiques agricoles existent encore, dont en Afrique au Sahel ou au Congo par exemple, et elles s’apparentent en partie à certaines pratiques encore en vigueur en Europe. 
Plusieurs sites ont fait l’objet d’études archéologiques et écologiques, notamment en Amérique du Sud pour des systèmes de culture issus de cultures préhispaniques et même préhistoriques, avec par exemple diverses zones de basses terres tropicales, dont sur le plateau des Guyanes : 

### Amérique du Sud

#### Surinam
- à l’ouest du Surinam, on a constaté dans les années 1970 que ces sites à buttes coïncident souvent avec des sites présentant des indices ou preuves archéologiques d’occupation amérindienne préhistorique[15],[16] ; dans cette zone, ces champs seraient apparus vers 300 apr. J.-C.)

#### Pérou
Le lac Budi Mapuche : ce lac est proche du lac Titicaca . Ici, il ne s’agit pas de petites séries de buttes comme en Guyane, mais de grandes buttes rectangulaires, qui - comme les chinampas du lac de Texcoco au Mexique,  -  évoquent plutôt des systèmes de watringues/watergang ou hortillonnages existant en Europe (mais sans les systèmes de refoulement nécessitant des moulins, écluses, pompes, etc.) .

#### Guyane
Dans les savanes côtières situées le long de l’ancien trait de côte de la Guyane et plus précisément de Cayenne à Sinnamary. De très nombreuses buttes sont situées aux alentours de Kourou et de Macouria, à Corossony, à l’ouest de Sinnamary, par exemple sur la zone de Diamant où d’anciens réseaux de milliers de petits « champs surélevés » sont aujourd’hui étonnamment bien conservés (traces encore visibles sur environ 3000 hectares, mais ces buttes autrefois probablement carrées ou rectangulaires couvraient autrefois une aire plus vaste encore). 
c’est en 1964, que Pierre Frenay, topographe de l’IGN découvre des centaines de buttes au cours du levé topographique effectué pour la base spatiale de Kourou. Jean Hurault (I.G.N) interprète les photos comme représentant un vaste réseau d'aménagements du sol, mais cette découverte n’attire que peu l’attention ; ces buttes sont alors attribuées à des travaux de la colonie pénitentiaire guyanaise (voire à des causes naturelles). 
Puis en 1979, Jean-François Turenne trouve d’autres alignements de buttes dans les marais guyanais. 
En 1986, Jean Petot (Jean Petot, 1986, page 14) suppose qu’il s’agit de vestiges de plantations de cacao ou de cannes à sucre des Jésuites (mais après vérification, ces religieux n'ont pas cultivé les Terres Basse). 
En 1989, un projet multidisciplinaire est enfin lancé par l’ORSTOM (dit "PROJET SAVANES »), sur l'occupation amérindienne ancienne du littoral de la Guyane. Le projet est suivi par le laboratoire d'archéologie de l’ORSTOM, conduit par Stéphen Rostain et Pierre Frenay. Il doit inventorier, cartographier et étudier d’anciens aménagements du sol de la plaine côtière. Ce travail se fait en lien avec Jean Hurault, un pédologue (Bernard Barthès), des botanistes (Georges Cremers et Michel Hoff), une géomorphologue (Marie-Thérèse Prost), hydrologie, pédologie et télédétection, et des géographes de l’I.G.N) . Alors qu’en zone tropicale/équatoriale, les constructions humaines sont habituellement rapidement détruites par l’érosion hydrique ou par la vitalité de la jungle, ici, en zone de savane littorale, des milliers de buttes, dans la Savane de Corossony, à l’ouest de Sinnamary, étaient encore parfaitement visibles, 500 ans après leur abandon ; et elles le sont encore pour une partie d’entre elles. Autour de Kourou des buttes ont été datées  (au 14C) comme ayant été construites de  760 +/- 40 ans AP à 1010 +/- 40 ans AP (calibré 920-950 ans AP)  et donc associées à la culture Arauquinoïde. Parfois, comme dans la Savane Maillard (sud de Macouria en Guyane) ces microparcelles se sont érodées, formant aujourd’hui plusieurs petites buttes là où chaque parcelle faisait autrefois un carré d’environ 280 cm de côté (moyenne), séparées par des canaux d’environ 70 cm de large. 
Des travaux récents ont mis en avant leur valeur pour la documentation de l’histoire de l’occupation humaine, de l’agriculture et des relations homme-nature  dans cette région. 
Les données actuelles font supposer que la culture du maïs et du manioc fut dominante sur les champs surélevés d'Amérique du Sud. Selon Anna Roosevelt qui a étudié ces buttes dans l'est du Venezuela, avant 750 ans de notre ère, c’est surtout le manioc qui y était cultivé, avec de la patate douce… avant que le maïs ne prédomine ensuite  (A. H. Versteeg, 1990, page 190). 
La palynologie n’a pas trouvé de restes de pollens d’espèces cultivées dans les champs surélevés surinamiens ni sur le moyen Orénoque, probablement en raison de leur mauvaise conservation dans ces régions, mais des restes de céramique, de râpes ou de mortiers, des meules et molettes de pierre trouvés à proximité laissent penser qu’elles servaient bien à produire des cultures alimentaires.

## Valeur patrimoniale
Les archéologues spécialistes du sujet en France (Stéphen Rostain et Doyle McKey) considèrent ces buttes comme un « témoignage de l’histoire couplée des sociétés et des milieux le long de la côte des Guyanes »,,) et l’un des rares exemples d’agriculture travaillant avec les zones humides, et non pas contre elles ; ils évoquent au sujet des restes de ces champs, qui sont des adaptations  socioculturelles et agronomiques anciennes aux climats et conditions de sols locaux, le classement en « Systèmes Agricoles Traditionnels d’Importance Mondiale » qui existe au sein de l’ONU, géré par la FAO (Organisation des Nations-Unies pour l’alimentation et l’agriculture) qui reconnaît aussi des (« Globally Important Agricultural Heritage Systems », GIAHS, définis comme « remarquables systèmes d’utilisation de terres et de paysages riches dans leur diversité biologique globalement significative, émergeant de la co-adaptation d’une communauté avec son environnement et ses besoins et aspirations pour un développement durable ».
Tout comme la production anthropique de terra preta qui sont des sols fabriqués parfois sur des épaisseurs importantes, rendus auto fertiles par l’ajout de charbon de bois et d’argile cuite, dans la région amazonienne ailleurs encore caractérisées par des sols jaunes et rouges, anciens, acides et très pauvres en nutriments ), les cultures sur butte ont produit un sol très noir (riche en humus très noir) et hautement fertile.
L’analyse physicochimique de ces buttes peut apporter des informations agroécologique intéressantes, et celle des microfossiles distinctifs (pollens, phytolithes, grains d’amidon, etc.) a récemment montré que la Guyane a été depuis 2000 ans au moins plus habitée qu’on ne le pense souvent. Sur d’autres sites, on a montré que le maïs joue depuis longtemps un rôle important (Iriarte et al. 2010) et que les paysans précolombiens qui ont ainsi surélevé des réseaux de petits champs savaient y contrôler les incendies, les gérer selon des techniques « slash-and-mulch » (couper-tailler) alors qu’on pensait qu’ils pratiquaient tous le « slash-and-burn » (culture sur brûlis) plus problématiques dans les zones ouvertes et vulnérables à l’érosion et à l’exposition du sol nu aux UV solaires,.
De nombreux auteurs considèrent que ce patrimoine peut aussi contribuer aux modèles de solutions pour restaurer les sols, les rendre plus producteur et réinventer une agriculture écologiquement durable et saine pour le XXIe siècle , malgré le dérèglement climatique,,

## Valeur écologique
Ces restes d’agrosystèmes sont des artefacts qui ont fortement modifié l’écologie locale originelle. Et, comme dans le cas de la « terra preta », même après disparition de leurs « jardiniers », ces systèmes se sont auto-entretenu et ont encore une influence notable et durable sur les écosystèmes. En tant que puits de carbone, on peut même parler de service écosystémique. 
Nombre de ces buttes persistent encore, des siècles après la disparition de leurs derniers utilisateurs. Cette pérennité a été permise par l’installation sur ces réseaux de buttes d’associations plus ou moins symbiotiques d’espèces ingénieurs, dont en particulier certaines espèces de champignons, de fourmis et de termites, de vers de terre et bien sûr de végétaux ,. Ce sont des systèmes auto fertiles comme ceux que la permaculture cherche à recréer ou susciter. 
Ces îlots plus secs et sains (sols très aéré et riche en racines) sont encore situés au-dessus du niveau d’inondation, tout en bénéficiant des eaux périphériques et de nappe ; leur érosion et leur lessivage sont contrecarrés par les vers de terre (qui aèrent la butte et remontent des nutriments dans leurs turricules notamment en saison humide, pendant que toute l’année les fourmis et termites ne cessent de rapporter dans leur nid de la matière organique (elles sont dites « central-place foragers ») qui sera décomposée par des champignons. Les buttes attirent les oiseaux nicheurs dont les excréments, restes de nids, cadavres, etc. Enrichissent aussi le sol. Grâce aux complexes argilohumiques et aux racines qu’elles contiennent, ces buttes contribuent probablement aussi à améliorer la qualité de l’eau en saison pluvieuse. Elles abritent aussi une biodiversité végétale élevée,,.

## Pourquoi les agriculteurs amérindiens ont-ils disparu?
Ils semblent avoir disparu avant l’arrivée des Conquistadores, pour des raisons encore à éclaircir. Dans le plateau de Guyanes, selon les données disponibles dans les décennies 1980-1990, « leurs descendants actuels n'ont pas remarqué les micro-reliefs ou n'en saisissent pas le sens. Seuls les Palikur, étudiés en 1982 par Pierre et Françoise Grenand, connaissent encore la technique des champs surélevés, mais ils n'ont pas idée de l'ancienne extension de ce système. Ceci montre les limites des traditions orales » notait Stéphen Rostain en 1991 .
Ils pourraient avoir été décimés par des microbes exotiques introduits avant même l’arrivée des colons européens. Et une autre hypothèse est qu’une population sédentaire et dense de ce type, sous un climat chaud et humide, à une époque où il n’existait pas de moyens d’assainissement de l’eau était plus vulnérable à de grandes épidémies que de petits groupes plus itinérants dans la jungle.

## Patrimoine archéologique et agropaysager en danger?
Dans les années 2010, des archéologues tels que Stéphen Rostain et Doyle McKey (spécialiste du sujet) alertent sur le fait que ce patrimoine étant encore méconnu, il reste facilement détruit ou menacé par l’agriculture et les terrassements modernes, de drainage, le feu, dont en Guyane française « où peu d’habitants actuels sont informés de l’existence de ces vestiges, et ceux qui le sont possèdent une compréhension limitée de leur signification ». 
De plus, « peu de vestiges de champs surélevés ont été inclus dans les aires protégées » notent-ils, déplorant le manque d’intérêt ou de connaissance de ce patrimoine, dont au sein des « communautés des conservationnistes et gestionnaires d’aires protégées ».
En Guyane, l’exemple le mieux conservé est celui des champs surélevés du Centre Spatial de Kourou, qui ont bénéficié du gel de l’aménagement des sols après l’installation du Centre spatial.
Chacune des anciennes régions de France dispose d’un Atlas des paysages ; depuis 2013, celui de la Guyane reconnaît les formes relictuelles des champs surélevés précolombiens comme partie intégrante des paysages portant l’empreinte de l’Homme.